# Štefan Major
Štefan Major, též István Major (13. prosince 1887 Vráble – 19. září 1963 Bratislava), byl československý politik maďarské národnosti, meziválečný poslanec Národního shromáždění za Komunistickou stranu Československa, poválečný funkcionář KSČ.

## Biografie
Pocházel z maďarské dělnické rodiny. Absolvoval učitelský ústav, později působil jako učitel a novinář socialisticky orientovaných maďarských novin na Slovensku. V roce 1920 se podílel na organizování generální stávky na jižním Slovensku. Byl zakládajícím členem KSČ. Podle údajů k roku 1930 byl profesí učitelem v Nitře. V letech 1933–1935 absolvoval Mezinárodní leninskou školu v Moskvě.
V parlamentních volbách v roce 1925 získal za Komunistickou stranu Československa poslanecké křeslo v Národním shromáždění. Mandát obhájil v parlamentních volbách v roce 1929. Mandátu byl zbaven roku 1932 rozhodnutím volebního soudu, jeho křeslo zaujal Štefan Bazala. Ve 30. letech 20. století už patřil mezi hlavní funkcionáře KSČ na Slovensku. Za druhé světové války působil v komunistickém exilu v Moskvě, kde působil v aparátu Komunistické internacionály a současně i ve slovenském vysílání moskevského rozhlasu.
V letech 1950–1963 zasedal v Ústředním výboru Komunistické strany Slovenska. IX. sjezd KSČ ho zvolil za člena Ústředního výboru Komunistické strany Československa. Po válce byl v letech 1945–1951 ředitelem tiskového podniku Pravda v Bratislavě a v letech 1951–1957 československým velvyslancem v Maďarsku, kde prožil maďarské povstání, v jehož průběhu poskytoval na zastupitelském úřadě útočiště některým maďarským komunistickým politikům. Po návratu do vlasti byl penzionován, ale členem bratislavského ÚV KSS zůstal až do své smrti. V roce 1955 mu byl udělen Řád republiky, roku 1957 Řád práce a Řád Klementa Gottwalda. Zemřel v září 1963 po těžké a dlouhé chorobě.
Když byl v roce 1956 propuštěn komunistický funkcionář Laco Novomeský z vězení, kam se dostal v rámci zmanipulovaných soudních procesů v 50. letech, vyjádřil se ke svému osudu s tím, že jeho uvěznění bylo účelovým krokem, aby mohli vyniknout jistí funkcionáři. Mezi nimi zmínil i Štefana Majora. Historik Jan Rychlík se ale domnívá, že v případě Majora se Novomeský mýlil, protože Štefan Major byl v inkriminované době velvyslancem v Budapešti, což nebyl kariérní vzestup, a roku 1957 byl poslán do penze.